# 谷善庆
谷善庆（1931年11月—2024年7月23日），辽宁复县（今瓦房店）人，中国人民解放军上将。1947年入伍，1949年加入中国共产党。

## 生平
1947年，谷善庆参加东北民主联军，后在东北野战军第4纵队连队担任通讯员、营部联络员。之后，在中国人民解放军第41军任团政治处干事、营副政治教导员、师宣传科协理员。解放战争期间曾参与辽沈、平津、衡宝、广西等战役战斗。1955年被授予上尉军衔，并获得解放奖章。1969年，任广州军区工程兵政治部宣传处处长、104工程指挥部政治委员，湖南省零陵军分区副政治委员、邵阳军分区副政治委员等职位。1983年，任湖南省军区政治委员。1988年，任广州军区副政治委员，同年，获中国人民解放军胜利功勋荣誉章。1990年，任成都军区政治委员，晋升为中将军衔。1992年，任北京军区政治委员，两年后，晋升上将军衔。1998年3月，第九届全国人大第一次会议上，他当选为第九届全国人民代表大会常务委员会委员、财经委员会委员。是中国共产党第十四次全国代表大会代表、第十四届中央委员会委员。
2024年8月14日新华社发布消息，谷善庆于7月23日在北京病逝，享年93岁。讣告称赞其“为部队革命化、现代化、正规化建设作出了贡献”。